# Кубассанат, Марли
Марли Принц Херитье Кубассанат (фр. Marly Prince Héritier Koubassanath; род. 10 апреля 1999) — конголезский футболист, вратарь клуба «Вуштрриа» и сборной Республики Конго.

## Клубная карьера
Начал карьеру в косоварском клубе «Вуштрриа». В чемпионате Косова дебютировал 2 марта 2020 года в матче против «Фламуртари» (0:2). С 2020 по 2022 год являлся игроком другого косоварского клуба — «Трепча’89». В январе 2023 года вернулся в стан «Вуштррии».

## Карьера в сборной
В составе национальной сборной Республики Конго дебютировал 27 сентября 2022 года в товарищеском матче против Мавритании (0:2).